# Ibrahim Šehić
Ibrahim Šehić (Rogatica, 1988. szeptember 2. –) bosnyák válogatott labdarúgókapus, a szaúd-arábiai el-Halídzs játékosa.

## Pályafutása

### Klubcsapatokban
A szarajevói Željezničar akadémiáján nevelkedett. 2007. május 26-án, tizennyolc évesen mutatkozott be a felnőtt csapatban. Húszévesen a klub történetének legfiatalabb csapatkapitánya lett. A 2009–10-es szezonban bajnoki címet, egy évvel később kupagyőzelmet ünnepelhetett a csapat játékosaként. 2011 júniusában a török első osztályban szereplő Mersinhez szerződött.
2013. október 5-én, miután szerződése lejárt a török klubnál, aláírt az azeri élvonalban szereplő Qarabağ csapatához. Egy hónappal később a Ravan Baku elleni, gól nélküli döntetlenre végződő bajnokin mutatkozott be új csapatában. 2014 májusában megnyerte csapatával az első bajnoki címet ott töltött ideje alatt.
2014 decemberében szerződését 2018 nyaráig meghosszabbította.
2015. december 19-én játszotta 100. tétmérkőzését a klubban.
A 2017–2018-as szezonban tagja volt a bajnokok Ligája csoportkörébe első azeri csapatként bejutó Qarabağnak. Szeptember 12-én a Chelsea ellen debütált a legrangosabb klubsorozat főtábláján és a csoportkör folyamán csapata egyik legjobbja volt, hat mérkőzésen 35 védést mutatott be, ami a legtöbb volt a teljes mezőnyben.
2018 májusában bejelentették, hogy Šehić a szezon végén elhagyja a Qarabağot, miután szerződését nem újította meg.
2018. július 6-án hároméves szerződést írt alá a török élvonalbeli Erzurumsporhoz. 32 bajnokin védett első ott töltött szezonjában, azonban az idény végén az Erzum kiesett az első osztályból.

### A válogatottban
Többszörös utánpótlás válogatott. 2010 májusában hívták meg először a válogatott keretébe, majd november 17-én, a szlovákok ellen mutatkozott be a nemzeti csapatban.

## Magánélete
2020 januárjában vette feleségül barátnőjét, Merjemet. Több válogatottbeli csapattársához, így Muhamed Bešićhez, Armin Hodžićhoz, Izet Hajrovićhoz, Sead Kolašinachoz, Edin Višćahoz és Ervin Zukanovićhoz hasonlóan muszlim vallású.

## Statisztika

### Klubcsapatokban
2020. március 15-én frissítve.
| Klub           | Szezon         | Bajnokság      | Bajnokság     | Bajnokság | Országos kupa | Országos kupa | Nemzetközi kupa | Nemzetközi kupa | Összesen      | Összesen |
| Klub           | Szezon         | Bajnokság      | Pályára lépés | Gól       | Pályára lépés | Gól           | Pályára lépés   | Gól             | Pályára lépés | Gól      |
| -------------- | -------------- | -------------- | ------------- | --------- | ------------- | ------------- | --------------- | --------------- | ------------- | -------- |
| Željezničar    | 2006–07        | Premier League | 1             | 0         | 0             | 0             | –               | –               | 1             | 0        |
| Željezničar    | 2007–08        | Premier League | 20            | 0         | 6             | 0             | –               | –               | 26            | 0        |
| Željezničar    | 2008–09        | Premier League | 29            | 0         | 1             | 0             | –               | –               | 30            | 0        |
| Željezničar    | 2009–10        | Premier League | 29            | 0         | 8             | 0             | –               | –               | 37            | 0        |
| Željezničar    | 2010–11        | Premier League | 29            | 0         | 8             | 0             | 2               | 0               | 39            | 0        |
| Željezničar    | Összesen       | Összesen       | 108           | 0         | 23            | 0             | 2               | 0               | 133           | 0        |
| Mersin         | 2011–12        | Süper Lig      | 22            | 0         | 0             | 0             | –               | –               | 22            | 0        |
| Mersin         | 2012–13        | Süper Lig      | 14            | 0         | 2             | 0             | –               | –               | 16            | 0        |
| Mersin         | Összesen       | Összesen       | 36            | 0         | 2             | 0             | –               | –               | 38            | 0        |
| Qarabağ        | 2013–14        | Premier League | 22            | 0         | 3             | 0             | –               | –               | 25            | 0        |
| Qarabağ        | 2014–15        | Premier League | 29            | 0         | 3             | 0             | 12              | 0               | 44            | 0        |
| Qarabağ        | 2015–16        | Premier League | 32            | 0         | 3             | 0             | 12              | 0               | 47            | 0        |
| Qarabağ        | 2016–17        | Premier League | 19            | 0         | 2             | 0             | 12              | 0               | 33            | 0        |
| Qarabağ        | 2017–18        | Premier League | 18            | 0         | 2             | 0             | 11              | 0               | 31            | 0        |
| Qarabağ        | Összesen       | Összesen       | 120           | 0         | 13            | 0             | 47              | 0               | 180           | 0        |
| BB Erzurumspor | 2018–19        | Süper Lig      | 32            | 0         | 0             | 0             | –               | –               | 32            | 0        |
| BB Erzurumspor | 2019–20        | 1. Lig         | 28            | 0         | 0             | 0             | –               | –               | 28            | 0        |
| BB Erzurumspor | Összesen       | Összesen       | 60            | 0         | 0             | 0             | –               | –               | 60            | 0        |
| Karrier összes | Karrier összes | Karrier összes | 324           | 0         | 38            | 0             | 49              | 0               | 411           | 0        |

### A válogatottban
2019. november 15-én frissítve.
| Válogatott          | Év       | Pályára lépés | Gól |
| ------------------- | -------- | ------------- | --- |
| Bosznia-Hercegovina |          |               |     |
| 2010                | 2        | 0             |     |
| 2011                | 1        | 0             |     |
| 2012                | 0        | 0             |     |
| 2013                | 0        | 0             |     |
| 2014                | 0        | 0             |     |
| 2015                | 0        | 0             |     |
| 2016                | 3        | 0             |     |
| 2017                | 0        | 0             |     |
| 2018                | 12       | 0             |     |
| 2019                | 9        | 0             |     |
| Összesen            | Összesen | 27            | 0   |

## Sikerei, díjai
Željezničar
- Bosznia-hercegovinai bajnok: 2009–10
- Bosznia-hercegovinai Kupa-győztes: 2010–11

Qarabağ
- Azeri bajnok: 2013–14, 2014–15, 2015–16, 2016–17, 2017–18
- Azeri Kupa-győztes: 2014–15, 2015–16, 2016–17